# Тейлор Сендс
Тейлор Сендс (англ. Taylor Sands; нар. 18 грудня 1992 року в Неймегені, Нідерланди) — нідерландська порноакторка.

## Життєпис
До потрапляння в порноіндустрію займалася танцями й підробляла в притулку для тварин.
Володіє нідерландською та англійською мовами. Бісексуалка.

### Порноіндустрія
Потрапила в порноіндустрію в січні 2014 року в віці 21 року, відповівши на рекламне оголошення. Перші зйомки відбулися в Португалії через два тижні. Протягом двох років знімалася тільки в сценах мастурбації, лесбійського та традиційного сексу, з 2016 року також знімається в сценах анального сексу та подвійного проникнення.
Найбільш відомі порностудії, для яких знімається Тейлор Сендс: Brazzers, DDF Network, Digital Playground, Girlfriends Films, Jules Jordan Video, MET-Art, Private, Reality Kings, Tushy, Video Marc Dorcel, студія Вива Томаса.
У листопаді 2015 року була вперше номінована на премію AVN Awards в категоріях «Найкраща іноземна виконавиця року» (ставши другою нідерландкою, номінованою в цій категорії) і «Найкраща сцена сексу у фільмі іноземного виробництва» (за фільми Married Women і Waltz With Me).
На початку 2017 року знялася у фотосесії для лютневого випуску американського порножурналу Barely Legal. У цьому ж році зіграла головну роль в британському драматико-еротичному фільмі «Картина краси» (англ. Picture of Beauty).
За даними сайту IAFD на червень 2018 року, знялася в понад 90 порнофільмах.

## Нагороди та номінації
| Рік  | Нагорода          | Результат | Категорія                                                                                             | Фільм                                                     |
| ---- | ----------------- | --------- | --- | --------------------------------------------------------- |
| 2016 | AVN Award         | Номінація | Іноземна виконавиця року                                                                              | Н/Д                                                       |
| 2016 | AVN Award         | Номінація | Краща сцена сексу у «фільмі» іноземного виробництва (разом з Джеймсом Броссманом, Лолою Рів і Ренато) | Married Women                                             |
| 2016 | AVN Award         | Номінація | Краща сцена сексу у «фільмі» іноземного виробництва (разом з Алексіс Брилль і Френком Франко)         | Waltz With Me                                             |
| 2018 | Spank Bank Award  | Номінація | Most Luscious Labia                                                                                   | Н/Д                                                       |
| 2018 | Spank Bank Award  | Номінація | Natural Born Cock Killer                                                                              | Н/Д                                                       |
| 2018 | Spank Bank Award  | Номінація | Ravishing Redhead of the Year                                                                         | Н/Д                                                       |
| 2018 | XBIZ Europa Award | Номінація | Краща сцена сексу — лесбійський фільм (разом з Тіффані Тейтум)                                        | Lesbian Romance                                           |
| 2019 | AVN Award         | Номінація | Краща сцена сексу у віртуальній реальності (разом з Еміліо Арданой)                                   | Star Wars: A XXX Parody                                   |
| 2019 | AVN Award         | Номінація | Краща сцена сексу хлопець/дівчина в іноземній «фільмі» (разом з Діном Ван Даммом)                     | Taylor Sands Gets Two Creampies in Her Hairy Pussy in POV |

## Вибрана «фільмографія»
- 2016 — First Time Stories
- 2016 — Good Hard Fucking
- 2016 — Lesbian Lust
- 2016 — Young Girl Foot Fantasies
- 2017 — Couples and Teens[10]
- 2017 — Give Me Spunk 3 — Teen Edition
- 2017 — Hookup Hotshot Wifi Material
- 2017 — Masturbating Glamour Dolls 2
- 2018 — Anal Innocence 3
- 2018 — Sensual Maids